# Laniarius major
A Laniarius major a madarak osztályának verébalakúak (Passeriformes) rendjébe és a bokorgébicsfélék (Malaconotidae) családjába tartozó faj.

## Rendszerezése
A fajt Gustav Hartlaub német orvos és ornitológus írta le 1848-ban, a Telephonus nembe Telephonus major néven.

## Előfordulása
Afrikában, Dél-Szudán, Kenya, Malawi és Tanzánia területén honos.

## Megjelenése
Testhossza 23 centiméter.

## Természetvédelmi helyzete
Az elterjedési területe rendkívül nagy, egyedszáma pedig stabil. A Természetvédelmi Világszövetség Vörös listáján nem fenyegetett fajként szerepel.